# Раевка (Днепропетровская область)
Ра́евка (укр. Раївка) — село в Синельниковском районе Днепропетровской области Украины. Население по переписи 2001 года составляло 1705 человек. Административный центр Раевского сельсовета, в который, кроме того, входят сёла
Богуславка,
Весёлое,
Георгиевка и
Морозовское.

## Географическое положение
Село Раевка находится в 1,5 км от города Синельниково и сёл Георгиевка, Морозовское и Богуславка. По селу протекает пересыхающий ручей с запрудой. Рядом проходят автомобильная дорога Т-0401 и железная дорога, станция Синельниково 2 в 4-х км.

## История
- Основано во второй половине XIX века как Среднее.
- В 1911 году село было переименовано в Среднее-Раевка, однако в метрических книгах такое название употребляется еще с 1880-х годов.
- В 1947 году переименовано в село Раевка.

## Экономика
- Синельниковская селекционно-исследовательская станция.
- Агроцентр «Раевский».

## Объекты социальной сферы
- Школа.
- Школа-интернат.
- Детский сад.
- Амбулатория.
- Клуб.

## Достопримечательности
- Братская могила советских воинов.
- Братская могила красногвардейцев 25 апреля 1918 года.